# Гулаб Сінґх Дхіллон
Гулаб Сінґх Дхіллон (д/н — 1800) — 5-й магараджа Амрітсару і Лахору, місальдар Бганґі в 1782—1800 роках.

## Життєпис
Походив з джатського клану Дхіллон. Син магараджи Деси Сінґха. Про дату народження обмаль відомостей, але відомо, що був дитиною у 1782 році, коли загинув його батька. Успадкуваввладу і титули. Через малий вік регентом став його стриєчний брат Карам Сінґх, який зумів стабілізувати кордони та встановити мирні відносини з іншими місалями.
Досягши повноліття звільнив Карам Сінґха з усіх посад, чим спровокувавнову кризу. До внутрішнього розгардіяжу додалося слабке керування Гулаб Сінґха, який більше полюбляв розваги та алкоголь. В результаті значний вплив на справи отримав тесть Сагіб Сінґх. Невдовзі розпад держави поновився. 1793 року зазнав поразки від Баґ Сінґха, місальдар Ахлувалії, втративши важливі міста Тарн-Таран і Джандіала.
За цих умов не дав ради вторгненню афганської армії Земан-шаха, яка захопила Лахор. Втім ій завдав поразки Ранджит Сінґх, місальдар Сукерчакії, чим суттєво підняв свій авторитет. 1799 року останній виступив проти Гулаб Сінґха, який в битві біля Басіна зазнав поразки. 7 липня того ж року супротивник захопив Лахор. В результаті володіння Гулаба скоротилися до земель навколо Амрітсару.
1800 року він помер від пияцтва. Йому спадкував син Гурбит Сінґх, в якого вже 1802 року Ранджит Сінґх відняв Амрітсар та решту володінь.